# سلحفاة الكيب ذات المنقار
سلحفاة الكيب ذات المنقار هي نوع من السلاحف البرية، ينتمي إلى جنس سلاحف الكيب، وتعد من السلاحف شديدة الصغر. هذه السلحفاة متوطنة في جمهورية جنوب أفريقيا (لا تقطن أيَّ مكانٍ آخر في العالم)، ولا تتواجد حتى فيها إلا بمقاطعة كيب الغربية. ومثل قريبتها الأكبر حجماً سلحفاة كيب كارو ليست لديها سوى أربع مخاب في كلٍّ من أقدامها الأمامية. تمتاز بمنقارٍ حادٍّ معقوف غريب الشكل، ويصبح لونه برتقالياً فاقعاً أو أحمراً عند الذكور في خلال موسم التزاوج.
هذه السلحفاة فريسة شائعة للكثير من الحيوانات بسبب حجمها الصَّغير، مثل الغربان والكلاب وابن آوى ومجموعةٍ كبيرةٍ من الضواري الأخرى. ولذا فإنَّها تقضي معظم وقتها مختبئةً تحت الصخور وأوراق الأشجار وغيرها. تواجه سلحفاة الكيب ذات المنقار تهديداتٍ كثيرة، من أبرزها جمعها من البرية للاتّجار بها كحيواناتٍ أليفة، والرعي الجائر، والدهس على الطرقات، والأنواع المستقدمة.